# Similipepsis osuni
Similipepsis osuni is een vlinder uit de familie wespvlinders (Sesiidae), onderfamilie Tinthiinae.
Similipepsis osuni is voor het eerst wetenschappelijk beschreven door Bakowski & Kallies in 2008. De soort komt voor in het Afrotropisch gebied.